# Predictable
A Predictable egy pop-rock stílusú dal, melyet Kara DioGuardi, Delta Goodrem és Jarrad Rogers írtak. 2003 végén jelent meg a kislemez, mely az ausztrál ARIA listán első helyezést ért el, ezzel Delta ötödik number-one kislemez sikerét könyvelhette el.

## Munkálatok
John Fields volt a dal zenei producere, és a dal eredeti  demo verziója sokban különbözött az elkészült  végleges változattól. Delta úgy érezte, hogy sokkal rockosabb hangzás illene a számhoz, ezért kérte Fields segítségét. A dalt az énekesnő kiadója választotta utolsó kislemezdalnak, amely a bemutatkozó Innocent Eyes nagylemezen található meg.
Delta betegsége miatt, a kislemezt kis mértékben tudták csak népszerűsíteni, de ennek ellenére sikerült az eladási listák élére kerülnie. Nyolc hétig szerepelt a Top 10-ben, és a 17. legtöbb példányszámban eladott kislemez volt Ausztráliában 2003-ban.
Mivel az énekesnő kezelésekre járt betegsége miatt, a dalhoz nem tudtak videóklipet forgatni, ezért egy élő fellépésen rögzített videóanyagot használtak fel a klip elkészítése során.

## Dallista
- Predictable – 3:39
- Happy Xmas (War Is Over) – 4:36
- Here I Am" (Piano & Cello version) – 4:23

## Helyezés a kislemezeladási listán
| Lista (2003)                  | Helyezés |
| ----------------------------- | -------- |
| Ausztrália ARIA kislemezlista | 1        |

## Fordítás
- Ez a szócikk részben vagy egészben  a   Predictable című angol Wikipédia-szócikk fordításán alapul.  Az eredeti cikk szerkesztőit annak laptörténete sorolja fel. Ez a jelzés csupán a megfogalmazás eredetét és a szerzői jogokat jelzi, nem szolgál a cikkben szereplő információk forrásmegjelöléseként.